# Kaos One
Kaos One, de son vrai nom Marco Fiorito, né le 11 juin 1971 à Caserte, est un rappeur et producteur italien. Il lance sa carrière musicale en 1985 dans le break dance et le graffiti, puis comme MC, chantant en anglais et en italien. Avec Sangue Misto et Assalti Frontali, Kaos est l'un des précurseurs du hip-hop en Italie.

## Biographie
En février 2013, il publie le clip de sa chanson Prison Break, de son album Post scripta, avec Niccolò Nicco Celaia. Il s'agit de sa deuxième vidéo réalisée en solo. En janvier 2014, la chaîne télévisée locale DMAX utilise sa chanson L'anno del drago pour le Rugby Social Club.
Le 13 novembre 2015, il publie son quatrième studio Coup de grâce, sans aucune publicité et uniquement annoncé par le rappeur Danno à l'émission radio Welcome 2 the Jungle.

## Discographie

### Albums studio
- 1996 – Fastidio
- 1999 – L'attesa
- 2007 – kARMA
- 2011 – Post scripta
- 2015 – Coup de grâce

### Album remix
- 1998 – Rmx 98

## Clips
- 2011 – Le 2 metà
- 2013 – Prison Break
- 2015 – Coup de grâce